# Limaformosa savorgnani
Limaformosa savorgnani — вид змій родини Lamprophiidae. Мешкає в Центральній Африці.

## Поширення і екологія
Limaformosa savorgnani мешкають в Камеруні, ЦАР, ДР Конго, на півночі Анголи, в Південному Судані і Уганді, на заході Кенії, спостерігалися на заході Ефіопії. Вони живуть в тропічних лісах, рідколіссях і саванах, на висоті до 2000 м над рівнем моря. Зазвичай відсутні у районах, де середньорічна кількість опадів становить менше 400 мм. Ведуть нічний, переважно наземний спосіб життя. Відкладають яйця.